# Dhal (Arabische letter)

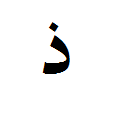
Dhal in geïsoleerde vorm

Ḏāl of Dhal, ﺫال, is de negende letter van het Arabisch alfabet. Aan de dhal kent men de getalswaarde 700 toe.

## Ontstaan
In tegenstelling tot de meeste andere Arabische letters is de dhal niet direct uit een letter van het Fenicisch alfabet ontstaan. In de begintijd van de Arabische taal ontbraken de diakritische punten nog en schreef men de dhal op dezelfde wijze als de letter dal. Om de twee letters te kunnen onderscheiden heeft men later aan de dhal een punt toegevoegd, die de dal niet heeft.

## Uitspraak
De dhal spreekt men uit als de stemhebbende Engelse "th"-klank, zoals in "this" of "that".
Aangezien de dhal een zonneletter is, assimileert hij het voorafgaand bepaald lidwoord "al". Voorbeeld "de dhal" - الذال: uitspraak niet "al-dhal" maar "adh-dhal".

## Verbinden
De dhal is een "non-connector", dat wil zeggen dat men hem niet met de volgende letter kan verbinden en hij alleen een geïsoleerde vorm en eindvorm kent, maar geen begin- of middenvorm.

## Dhal in Unicode
| Unicode Codepoint | U+0630             |
| Unicode-Name      | ARABIC LETTER THAL |
| HTML              | &#1584;            |
| ISO 8859-6        | 0xd0               |

Basisalfabet: ا (alif) · 
ب (ba) · 
ت (ta) · 
ث (tha) · 
ج (jim) ·
ح (ḥa) ·
خ (kha) ·
د (dal) ·
ذ (dhal) ·
ر (ra) ·
ز (zai) ·
س (sin) ·
ش (sjin) ·
ص (ṣad) ·
ض (ḍad) ·
ط (ṭah) ·
ظ (ẓa) ·
ع (ain) ·
غ (gain) ·
ف (fa) ·
ق (qaf) ·
ك (kaf) ·
ل (lam) ·
م (mim) ·
ن (nun) ·
ه (ha) ·
و (waw) ·
ي (ya)
Aanvullende tekens: ء (hamza) ·
آ (alif madda) ·
ة (tāʾ marbūṭa) ·
ى (alif maqṣūra) ·
لا (lām-alif)
Klinkertekens: fatḥa ·
kasra ·
ḍamma ·
shadda ·
sukūn ·
waṣla